# 圣阿芒蒙龙区
圣阿芒蒙龙区（法語：Arrondissement de Saint-Amand-Montrond）是法国中央-盧瓦爾河谷大區谢尔省的一个区。该区辖有116个市镇。 